# Liste des cathédrales des Philippines
Cet article recense les cathédrales des Philippines.

## Liste
- Cathédrale de l'Immaculée-Conception d'Antipolo (catholique romaine)
- Cathédrale Saint Sébastien de Bacolod (catholique romaine)
- Cathédrale métropolitaine de Cebu (catholique romaine)
- Cathédrale Notre-Dame-du-Mont-Carmel de Jolo (catholique romaine)
- Cathédrale de Malolos (catholique romaine)
- Cathédrale de l'Immaculée Conception à Manille (catholique romaine)
- Cathédrale Saint Sébastien, archidiocèse de Lipa, Batangas (catholique romaine)
- Cathédrale Saint Sébastien, diocèse de Tarlac (catholique romaine)
- Cathédrale Saint-Paul de Vigan (catholique romaine)